# Edvin Håkanson
Anders Edvin Håkanson (i riksdagen kallad Håkanson i Viskafors), född 11 juli 1859 i Kinnarumma, Älvsborgs län, död 24 januari 1933 i Engelbrekts församling i Stockholm, var en svensk direktör, disponent och riksdagsman. Johannes Erikson var Håkansons morbror och Hjalmar Hallin var Håkansons kusin.

## Biografi
Edvin Håkanson var son till disponenten Anders Håkanson och Edla Erikson (dotter till Sven Erikson). Han tog sin mogenhetsexamen i Göteborg 1879 och blev inskriven vid Tekniska högskolan samma år. 1883 tog han ingenjörsexamen. 1883 till 1884 var han elev vid Höhere Webschule i Mühlheim am Rhein i Tyskland. Han var anställd vid väveri i Meerane i Sachsen 1884, vid spinneri i Chemnitz 1844-85 och i Rheydt 1885-86. Han var anställd vid maskinfabrik i Accrington i Storbritannien 1886 till 1887. 1887 till 1925 teknisk ledare och föreståndare för Rydboholms aktiebolags spinneri och väveri i Viskafors och var dess verkställande direktör 1912-25. 1898-1914 var han direktör och disponent för Kungsfors spinneri AB i Örby. Han var VD och ledamot av styrelsen för Varberg-Borås Järnvägs aktiebolag 1908-09. Han satt också som ledamot i styrelsen för Rydahls Manufaktur AB i Seglora 1892 till 1921 (ordförande i styrelsen från 1912) och i styrelsen för Rydboholms aktiebolag 1894 till 1930 (ordförande i styrelsen 1912-13 och 1919-30).

### Riksdagsman
I riksdagen var han ledamot av första kammaren för Älvsborgs läns valkrets 1904-1910. Partipolitiskt tillhörde Håkanson från 1904 till 1909 Första kammarens protektionistiska parti och 1910 till det förenade högerpartiet.

### Familj
Håkanson gifte sig 1889 med Anna Ingeborg Brunstedt (född 1868 i Varberg, död 1933 i Engelbrekts församling i Stockholm), dotter till stadsläkaren Emil Reinhold Brunstedt och Sofia Kristina Holmström. Paret Håkanson fick tretton barn:
- Lisa, född 1890
- Ruth, född 1892
- Anna, född 1894
- Ingeborg, född 1895
- Valborg, född 1897
- Arnold, född 1898
- Gudrun, född 1900
- Tyra, född 1901
- Ragnhild, född 1902
- Ingrid, född 1904
- Harald, född 1906
- Anna Lisa, född 1908
- Edvin, född 1910